# Regina Jurkowska
Regina Jurkowska (ur. 1972 w Augustowie) – polska dyplomatka, konsul generalna RP w Sydney (2013–2018) oraz Chicago (od 2024).

## Życiorys
Wychowała się w Augustowie. Ukończyła filologię węgierską na Uniwersytecie im. Loránda Eötvösa w Budapeszcie oraz studia podyplomowe Wydziale Strategiczno-Obronnym Akademii Obrony Narodowej w Warszawie.
Początkowo pracowała w Instytucie Studiów Politycznych Polskiej Akademii Nauk, a także w Węgierskim Instytucie Kultury w Warszawie. Od 1998 związana zawodowo z Ministerstwem Spraw Zagranicznych, początkowo jako ekspertka ds. Europy Środkowej w Departamencie Europy. W latach 1999–2003 była konsulem w ambasadzie RP w Montevideo. Następnie w centrali MSZ w Departamencie Konsularnym i Polonii zajmowała się problematyką Polonii w Europie Środkowej i Południowej, obu Amerykach, Australii i Oceanii. W 2010 została naczelniczką Wydziału Spraw Programowych Departamentu Współpracy z Polonią i Polakami za Granicą (DWPPG), a w 2012 zastępczynią dyrektora DWPPG. Od 16 sierpnia 2013 do września 2018 była Konsul Generalną RP w Sydney. W latach 2018–2022 naczelniczka w DWPPG. Od września 2022 była kierowniczką Referatu Polityczno-Ekonomicznego Ambasady RP w Bogocie, później także konsul RP tamże; od 1 sierpnia do 22 grudnia 2024 kierowała placówką jako chargé d’affaires. 23 grudnia 2024 objęła funkcję Konsul Generalnej RP w Chicago.
Ma męża i trzy córki. Włada językami: angielskim, węgierskim, hiszpańskim, rosyjskim.

## Odznaczenia
- Srebrny Krzyż Zasługi „za zasługi w służbie zagranicznej i działalności dyplomatycznej”, Polska (2012)[10]
- Złoty Krzyż Zasługi, Węgry (2018)[11][12]
- Złoty Krzyż Zasługi „za zasługi w służbie zagranicznej, za osiągnięcia w podejmowanej z pożytkiem dla kraju pracy zawodowej i działalności dyplomatycznej”, Polska (2022)[13][14]